# 20568 Migaki
20568 Migaki è un asteroide della fascia principale. Scoperto nel 1999, presenta un'orbita caratterizzata da un semiasse maggiore pari a 2,4303004 UA e da un'eccentricità di 0,1171166, inclinata di 6,93877° rispetto all'eclittica.